# Estádio José Fragelli
Estádio Verdão – były stadion piłkarski w Cuiabá, Mato Grosso, Brazylia, na którym swoje mecze rozgrywa kilka drużyn. Stadion został zaprojektowany przez brazylijskiego architekta Silvano Wendela. W 2010 roku stadion został rozebrany, a w jego miejscu rozpoczęła się budowa nowego obiektu, Areny Pantanal.

## Ciekawostki
- Pierwszego gola zdobył Pastroni, zawodnik Mixto w meczu inauguracyjnym.
- Nazwa stadionu pochodzi od José Fragelliego, który był gubernatorem stanu podczas konstrukcji stadionu.
- Verdão w języku portugalskim znaczy Wielka Zieleń.
- 9 sierpnia 1980 został zanotowany najwyższy wynik w historii stadionu, Mixto wygrało z Humaitá 14:0, a zawodnik Mixto Elmo zdobył 8 bramek.